# Harry Paul Klann
Harry Paul Klann (* 23. Juni 1970) ist ein ehemaliger kanadischer Biathlet.
Harry Paul Klann gab sein internationales Debüt bei den Biathlon-Europameisterschaften 2000 in Kościelisko. Im Einzel wurde er 44., 50. des Sprints, wurde im Verfolgungsrennen überrundet und mit Robin Clegg, Jean Paquet und Carlos Settle 13. im Staffelrennen. Es dauerte bis 2005, dass der Kanadier in Cesana San Sicario zu seinem nächsten internationalen Einsatz, nun im Biathlon-Weltcup, kam. Einziges Rennen in der höchsten Rennserie wurde ein Einzel, bei dem er den 111. Platz belegte. Ein weiterer geplanter Einsatz in der Staffel kam nicht zustande. Es folgten zwei Einsätze in Gurnigel im Biathlon-Europacup. Mit Rang 29 im Sprint und 23 in der Verfolgung gewann er in beiden Rennen Europacuppunkte. In einem dritten Rennen, der Supersprint-Qualifikation, wurde Klann disqualifiziert.

## Biathlon-Weltcup-Platzierungen
Die Tabelle zeigt alle Platzierungen (je nach Austragungsjahr einschließlich Olympische Spiele und Weltmeisterschaften).
- 1.–3. Platz: Anzahl der Podiumsplatzierungen
- Top 10: Anzahl der Platzierungen unter den ersten zehn (einschließlich Podium)
- Punkteränge: Anzahl der Platzierungen innerhalb der Punkteränge (einschließlich Podium und Top 10)
- Starts: Anzahl gelaufener Rennen in der jeweiligen Disziplin
- Staffel: inklusive Mixed- und Single-Mixed-Staffeln

| Platzierung         | Einzel | Sprint | Verfolgung | Massenstart | Staffel | Gesamt |
| ------------------- | ------ | ------ | ---------- | ----------- | ------- | ------ |
| 1. Platz            |        |        |            |             |         |        |
| 2. Platz            |        |        |            |             |         |        |
| 3. Platz            |        |        |            |             |         |        |
| Top 10              |        |        |            |             |         |        |
| Punkteränge         |        |        |            |             |         |        |
| Starts              | 1      |        |            |             |         | 1      |
| Stand: Karriereende |        |        |            |             |         |        |